# PRRT2
PRRT2‏ (Proline rich transmembrane protein 2) هوَ بروتين يُشَفر بواسطة جين PRRT2 في الإنسان.<ref name="entrez">